# محمد الهنومي
محمد أحمد إسماعيل الهنومي هو سياسي وعسكري يمني تبوأ عدد من المناصب السياسية بعد ثورة 26 سبتمبر 1962 في شمال اليمن

## حياته
من مواليد الحديدة و أحد المبتعثين الأربعين الذين ابتعثوا للدراسة في لبنان ومصر و أسهموا في التغيير باليمن. تخرج في الكلية الحربية عام 1956 و عاد لليمن مدرسا ومدربا بمدرسة الأسلحة ثم كبيرا للمعلمين بكلية الطيران في صنعاء. استبعد من التدريس وعاد للحديدة عندما عرف عنه صلاته بمعارضي الحكم الإمامي وفي الحديدة ألقي عليه القبض إثر محاولة اغتيال الامام أحمد على يد اللقية و العلفي و الهندوانة.
عند قيام ثورة ال 26 من سبتمبر 1962 كان الهنومي المسؤول الأمني للضباط الأحرار وتقلد عدد من المناصب بعد الثورة منها
- قائدًا عسكريًّا في لواء حجة
- وزيرًا لشئون البلديات
- وزيرًا للتموين
- عضوًا في مجلس قيادة الثورة، ورئيسًا لهيئة الأركان العامة عام 1963م
- عضوًا في مجلس الرئاسة في العام نفسه
- وزيرًا للأشغال العامة في العام الذي يليه
- رئيسًا لهيئة الأركان العامة برتبة (عميد)؛ فرئيسًا لمجلس الدفاع الأعلى في العام نفسه
- وزيرًا للحربية عام 1965م ثم وزيرًا لشئون الرئاسة في العام نفسه
- وزيرًا للداخلية والحكم المحلي، ورئيسًا لمحكمة أمن الدولة عام 1966م التي حكمت بالإعدام على عدد من الرموز ضمن الصراع الجمهوري - الجمهوري مثل محمد الرعيني نائب رئيس الجمهورية و هادي عيسى.
غادر مع اللواء عبدالله جزيلان المشهد السياسي لمعارضتهما نتائج مؤتمر الخرطوم بشأن اليمن الذي قضى بمشاركة الملكيين في الحكومة الجمهورية وإنهاء الصراع.